# Пустовары
Пустовары (укр. Пустовари) — село,
Демидовский сельский совет,
Решетиловский район,
Полтавская область,
Украина.
Код КОАТУУ — 5324280505. Население по переписи 2001 года составляло 320 человек.

## Географическое положение
Село Пустовары находится на левом берегу реки Ольховая Говтва,
выше по течению на расстоянии в 1 км расположено село Демидовка, на противоположном берегу — село Литвиновка.
Река в этом месте извилистая, образует лиманы, старицы и заболоченные озёра.

## Известные жители и уроженцы
- Степанов, Михаил Владимирович (1949—2005) — Герой Социалистического Труда.